# Den amerikanska natten

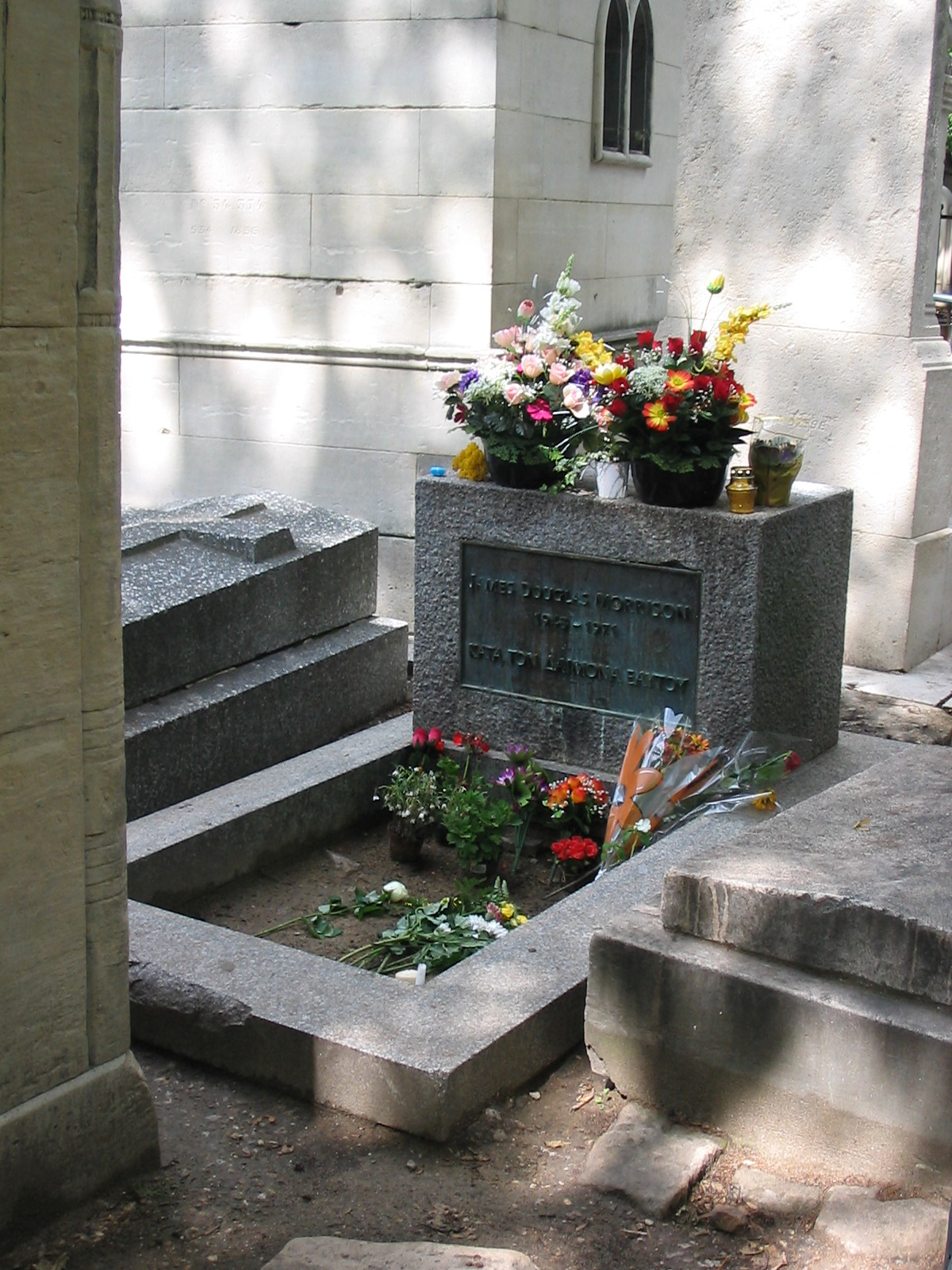
Jim Morrisons grav på Père-Lachaisekyrkogården i Paris har blivit en vallfärdsplats för hans beundrare.

Den amerikanska natten (The American Night) är en postumt utgiven samling av dikter och andra texter av den amerikanske låtskrivaren och poeten Jim Morrison (1943–1971), mest känd som sångare i rockgruppen The Doors. 

## Bakgrund
Utöver de texter han skrev till The Doors skivalbum skrev Jim Morrison tre diktsamlingar: The Lords (1969), The New Creatures (1969) och An American Prayer (1970). Hans efterlämnade opublicerade texter publicerades senare i de två volymerna Wilderness (1988) och The American Night (1990). I den sistnämnda inkluderades också den redan publicerade An American Prayer. 
The American Night har getts i svensk översättning av Måns Wiberg som Den amerikanska natten, på bokförlaget Bakhåll 2009. Utgåvan innehöll också den engelska originaltexten och ett efterord av den svenske författaren Peter Glas.

## Innehåll
Innehållet i samlingen består mestadels av Morrisons dikter. En del är skrivna i en fri, modernistisk form medan andra är i delvis bunden form och påminner om Morrisons sångtexter på The Doors skivor. I sektionen Lyriska verser återfinns också flera sångtexter från The Doors skivor, som L.A Woman. Även en del av texterna på fri vers är kända från skivinspelningarna där de reciterats av Morrison, ibland till musik. 
Stilen spänner från en gåtfull, bildrik lyrik till ett mer direkt och enkelt tilltal, även om de gåtfulla metaforerna dominerar. Temat för dikterna är ofta sexualitet, död och en samhällskritik gränsande till civilisationskritik. Ett kortfilmsmanus, Liftaren, ingår också. Morrison försökte med egna medel spela in filmen som aldrig avslutades. Det som trots allt spelades in har bevarats och lever vidare på webbplatser som Youtube. Dikten Dagbok från Paris som avslutar samlingen har antagits vara det sista Morrison skrev innan sin död i Paris 1971.